# Jean-Louis Jagueneau
Jean-Louis Jagueneau (né le 1er août 1943 à Saintes en Charente-Maritime et mort le 25 juin 2019 dans la même commune) est un coureur cycliste français, actif dans les années 1960.

## Biographie
Jean-Louis Jagueneau a été licencié au VC Saujonnais, au Royan Océan Club, au CA Civray et au VC Charron. Resté amateur, il a notamment remporté plusieurs titres régionaux de champion du Poitou, une étape de la Route de France ou encore une étape du Circuit de la Sarthe. Il est également sélectionné en équipe de France amateurs en 1965 pour disputer le Tour de Bulgarie, où il se classe treizième. 
En 1967, il participe à Paris-Nice parmi les professionnels en tant que coureur indépendant,. Mais dès la première étape, il chute dans le sprint final et se fracture la clavicule, ce qui le contraint à l'abandon. Il met finalement un terme à sa carrière en fin d'année 1969.
Une fois retiré des compétitions, il entre dans la police nationale, où il officie dans diverses villes comme Dijon, Bordeaux ou Saintes. Il continue toutefois le cyclisme à un niveau plus modeste. En 1980, il devient champion de France de cyclisme des corps de police en catégorie vétéran.
Il meurt le 25 juin 2019 sur ses terres natales de Saintes,.

## Palmarès
- 1963
  - Champion du Poitou chrono amateur
- 1965
  - 3e étape du Circuit de la Sarthe
  - 3e du Grand Prix de Plouay
- 1966
  - 2e et 3e (contre-la-montre par équipes) de la Route de France
  - 2e du Circuit du Cantal
  - 3e du Circuit de la Sarthe
- 1967
  - Champion du Poitou hors catégories
- 1968
  - Champion du Poitou des sociétés
  - 2e du Grand Prix Pierre-Pinel
  - 2e du Circuit du Cantal
- 1969
  - Angoulême-La Rochelle :
    - Classement général
    - 2e étape (contre-la-montre)

  - Nantes-La Rochelle
  - 3e de Bordeaux-Saintes